# Roucy
Roucy ist eine französische Gemeinde mit 375 Einwohnern (Stand 1. Januar 2022) im Département Aisne in der Region Hauts-de-France; sie gehört zum Arrondissement Laon und zum Kanton Villeneuve-sur-Aisne.

## Geografie
Die Gemeinde Roucy liegt 15 Kilometer nordwestlich von Reims, 35 Kilometer östlich von Soissons und grenzt im Norden und Süden an das Département Marne. Im Norden reicht das Gemeindegebiet bis an den Aisne-Seitenkanal, der südlich parallel zur Aisne verläuft. Nachbargemeinden von Roucy sind Cormicy im Norden, Bouffignereux im Osten, Guyencourt im Südosten, Ventelay im Süden sowie Concevreux im Westen.

## Bevölkerungsentwicklung
| Jahr                       | 1962 | 1968 | 1975 | 1982 | 1990 | 1999 | 2006 | 2012 | 2022 |
| Einwohner                  | 253  | 223  | 249  | 293  | 281  | 329  | 391  | 390  | 375  |
| Quellen: Cassini und INSEE |      |      |      |      |      |      |      |      |      |

## Sehenswürdigkeiten
- Priorat aus dem 13. Jahrhundert, Monument historique[1]
- Kirche Saint-Rémi
- Schloss

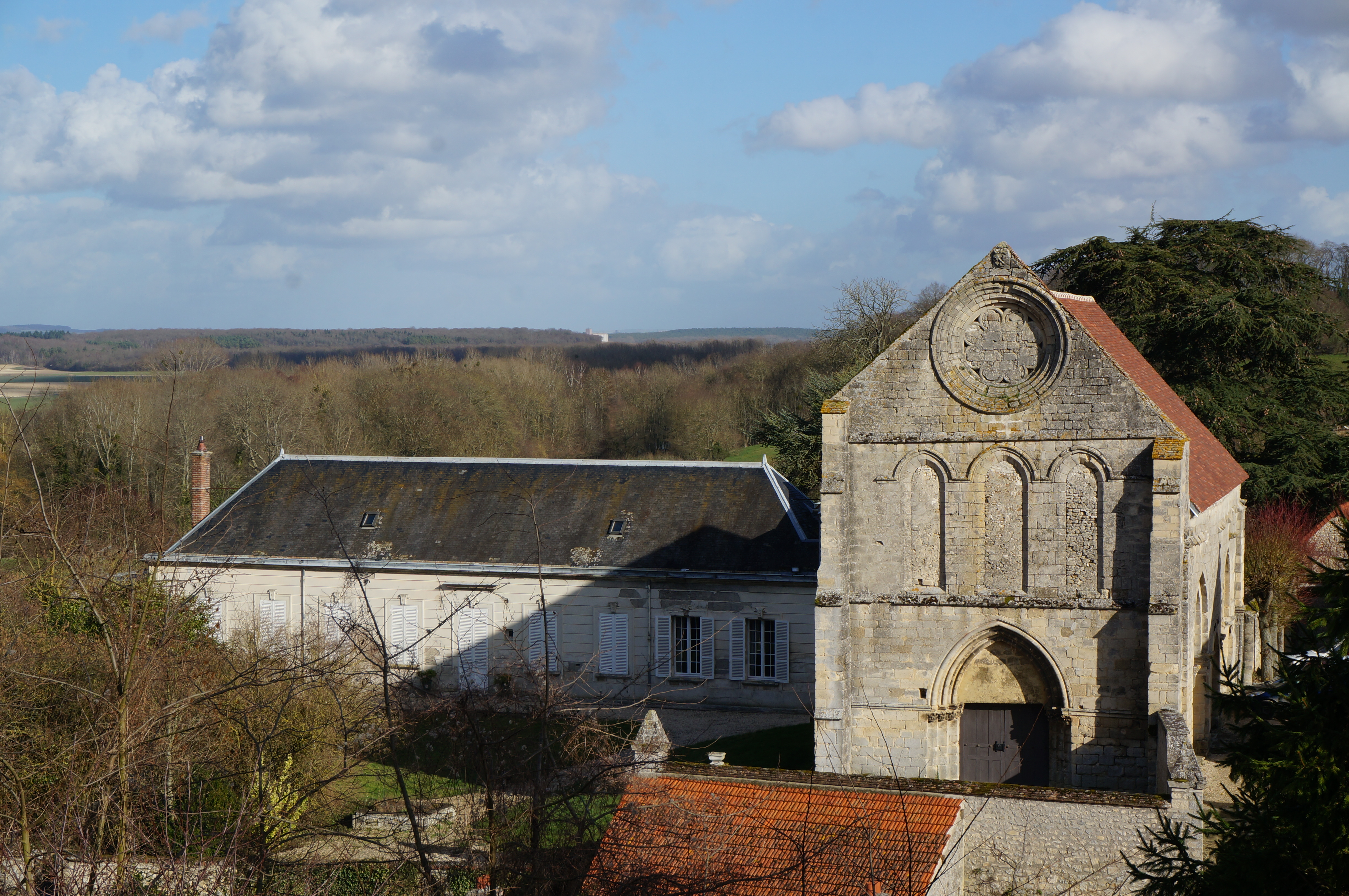
Portal des Priorats
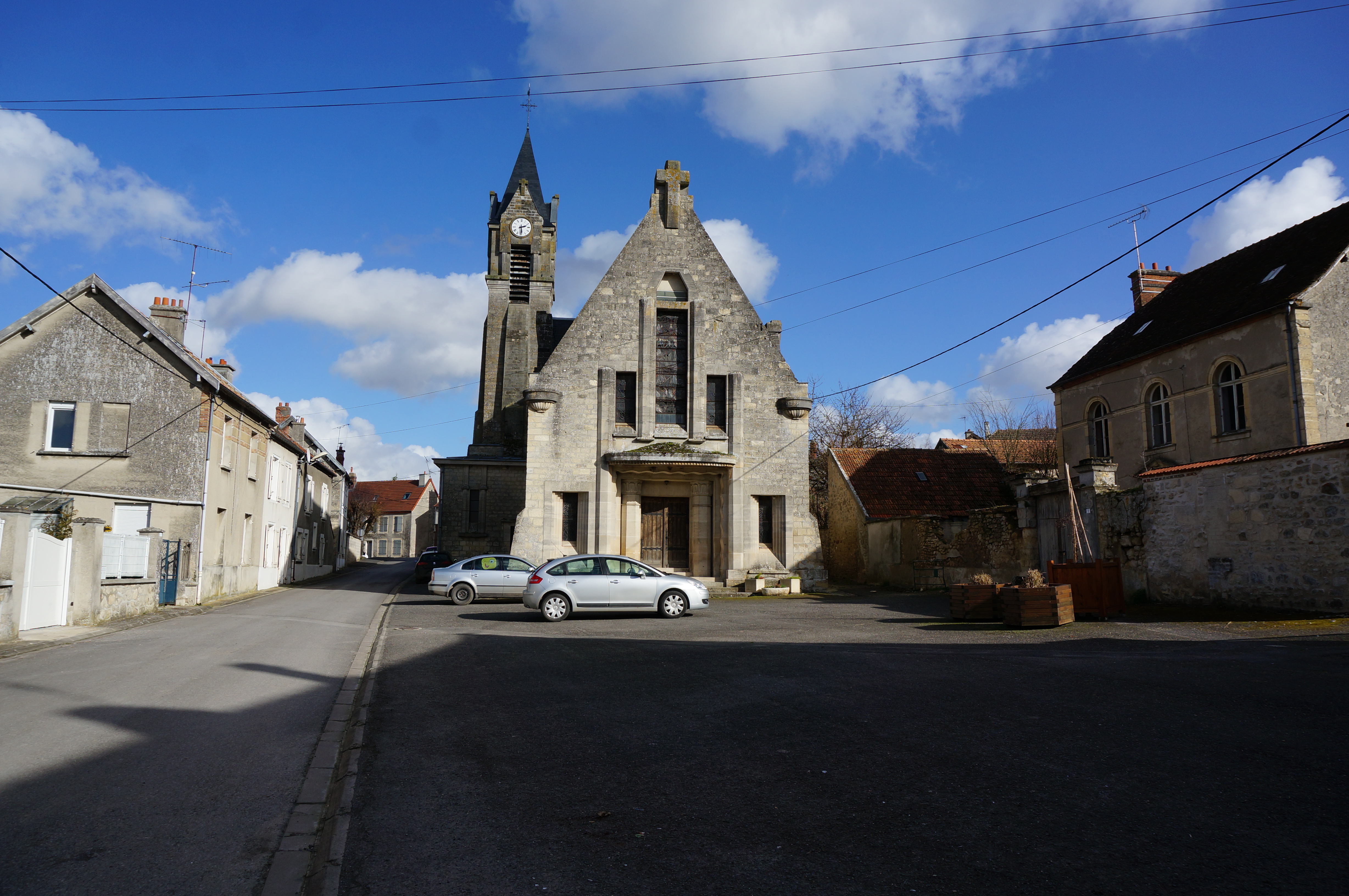
Kirche Saint-Rémi
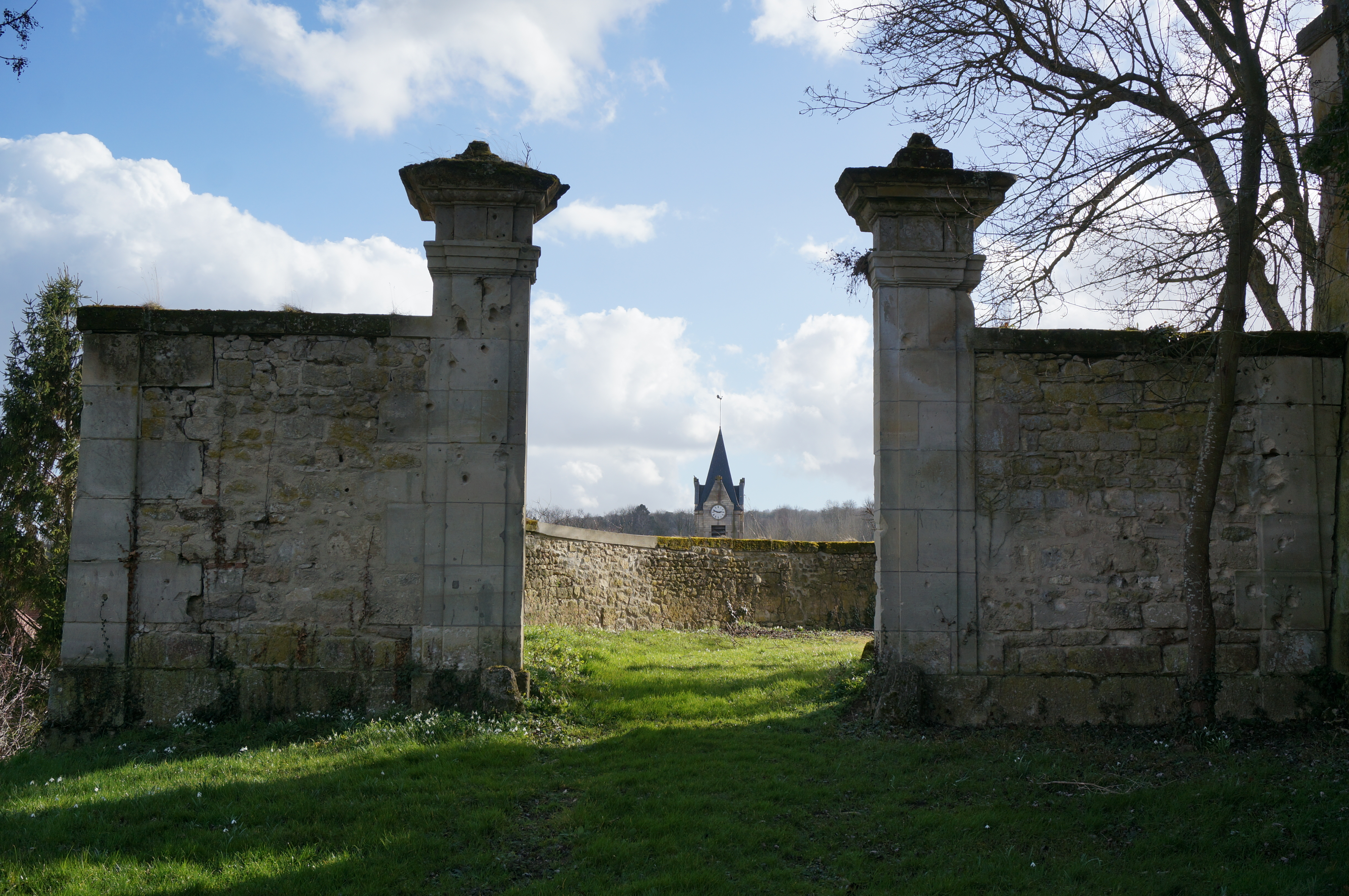
Eingang zum Schloss
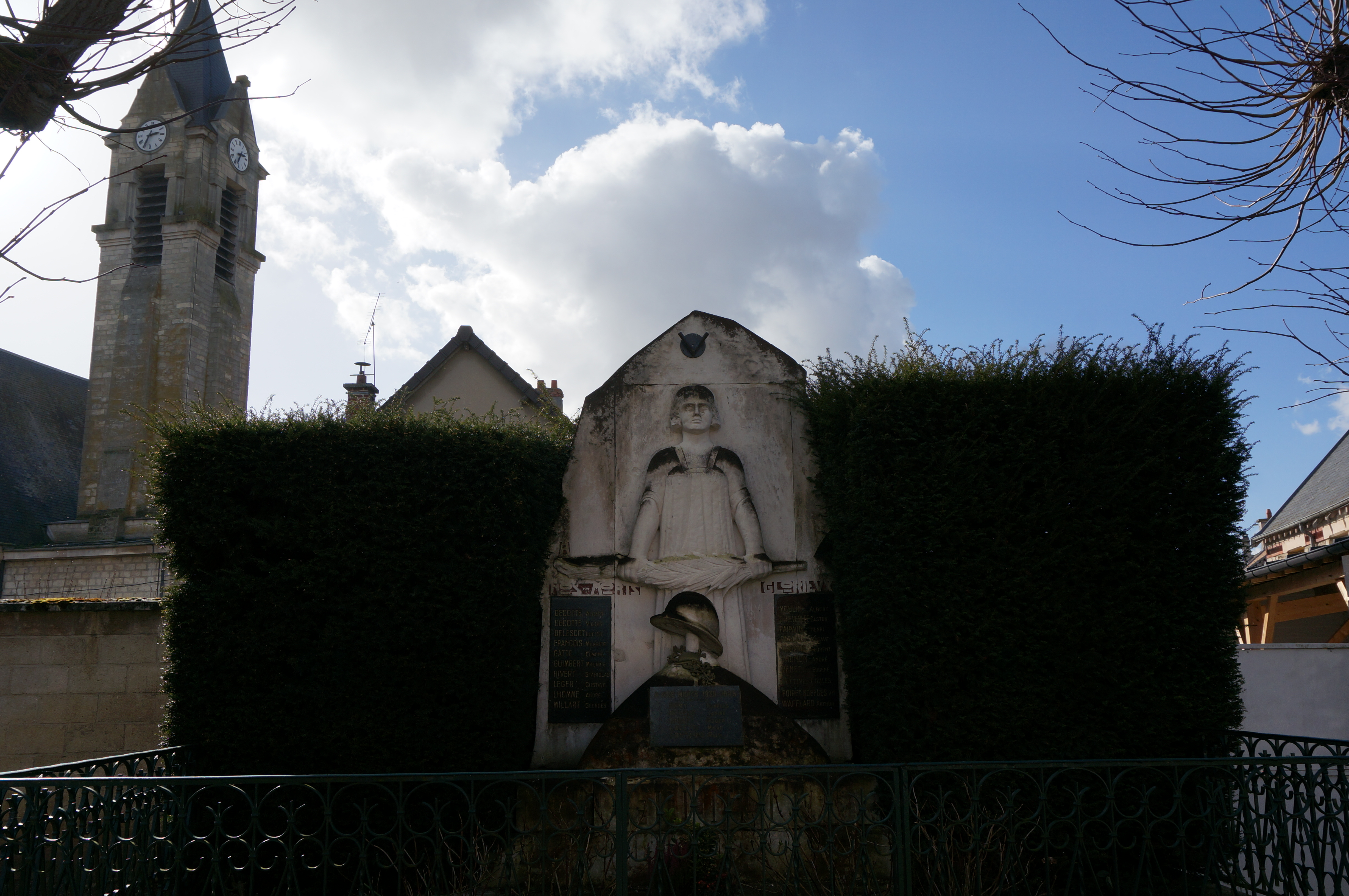